# Acido crotonico
L'acido crotonico (nome IUPAC: (2E)-acido but-2-enoico) è un acido carbossilico alifatico insaturo di formula CH3-CH=CH-COOH.
È un composto solubile in acqua e molti solventi organici, con un odore simile a quello dell'acido butirrico. È un combustibile, e al di sopra degli 88 °C i suoi vapori possono formare con l'aria miscele esplosive.
Il suo isomero cis è chiamato acido isocrotonico.

## Sintesi
È presente naturalmente nel catrame di legno in piccole quantità.
I possibili metodi di sintesi dell'acido crotonico sono:
- Per ossidazione della crotonaldeide:

- Per disidratazone dell'acido 3-idrossibutanoico:

- Per condensazione di Knoevenagel tra acetaldeide e acido malonico in ambiente basico, e successiva decarbossilazione con acidi acquosi a caldo:

A livello industriale si prepara ossidando l’aldeide crotonica con ossigeno in presenza di catalizzatori.

## Usi
L'acido crotonico viene utilizzato come comonomero assieme all'acetato di vinile nella preparazione di vernici e colle polimeriche.
Viene impiegato anche nel campo farmaceutico per le sintesi della treonina, impiegata nella cura di alcune malattie neurologiche, e del crotamitone, utilizzato per curare la scabbia.
Il crotonato di etile, un suo estere sintetizzabile attraverso un'esterificazione di Fischer, viene impiegato moltissimo nella sintesi organica.